# Neadelphus protae
Neadelphus protae  (лат.) — ископаемый вид сетчатокрылых насекомых из рода Neadelphus семейства аскалафы (Ascalaphidae). Известен только по личинке, обнаруженной в балтийском янтаре. Европа (эоцен).
Вместе с другими ископаемыми видами аскалафов, такими как Ululodes paleonesia, Ascaloptynx oligocenicus, Mesascalaphus yangi, Borgia proavus, Prosuhpalacsa biamoensis, Ricartus edwardsi и Amoea electrodominicana, являются одними из древнейших представителей Ascalaphidae, что было показано в ходе последней ревизии палеофауны группы в 2007 году американскими палеоэнтомологами Майклом Энджелом (Engel M.) и Дэвидом Гримальди (Grimaldi D. A.).